# Challenge mondial de course en montagne longue distance 2013
Navigation
2012 2014
Le Challenge mondial de course en montagne longue distance 2013 est une compétition de course en montagne qui s'est déroulée le 3 août 2013 à Szklarska Poreba en Pologne. C'est le marathon des Karkonosze qui accueille l'épreuve sur un nouveau parcours de 41 km. Il s'agit de la dixième édition de l'épreuve.

## Résultats
Chez les hommes, la course voit un duel en tête entre le Slovène Mitja Kosovelj et le Roumain Ionut Zinca. Parti sur un rythme plus tranquille, le Gallois Andrew Davies effectue une impressionnante remontée en fin de course pour arracher de justesse la deuxième place. L'Italie remporte le classement par équipes devant la République tchèque et le pays de Galles.
La course féminine est dominée par l'Italienne Antonella Confortola qui mène confortablement la course devant ses compatriotes Ornella Ferrara et Ivana Iozzia. Cette dernière craque en fin de course et termine à la huitième place. Antonella remporte la victoire avec huit minutes d'avance sur Ornella. La troisième marche du podium est finalement décrochée par la coureuse locale Anna Celińska. L'Italie remporte le classement par équipes devant l'Écosse et l'Angleterre.

### Individuel
| Rang               | Athlète          | Pays           | Temps           |
| ------------------ | ---------------- | -------------- | --------------- |
| Médaille d'or      | Mitja Kosovelj   | Slovénie       | 3 h 7 min 36 s  |
| Médaille d'argent  | Andrew Davies    | Pays de Galles | 3 h 13 min 39 s |
| Médaille de bronze | Ionut Zinca      | Roumanie       | 3 h 14 min 0 s  |
| 4                  | Emanuele Manzi   | Italie         | 3 h 16 min 1 s  |
| 5                  | Zac Freudenburg  | États-Unis     | 3 h 16 min 6 s  |
| 6                  | Vladimir Kalinin | Russie         | 3 h 18 min 34 s |
| 7                  | Petr Pechek      | Tchéquie       | 3 h 19 min 20 s |
| 8                  | Tommaso Vaccina  | Italie         | 3 h 20 min 33 s |
| 9                  | Marcin Świerc    | Pologne        | 3 h 21 min 10 s |
| 10                 | Robert Gruber    | Autriche       | 3 h 23 min 2 s  |

| Rang               | Athlète              | Pays       | Temps           |
| ------------------ | -------------------- | ---------- | --------------- |
| Médaille d'or      | Antonella Confortola | Italie     | 3 h 44 min 51 s |
| Médaille d'argent  | Ornella Ferrara      | Italie     | 3 h 48 min 41 s |
| Médaille de bronze | Anna Celińska        | Pologne    | 3 h 51 min 21 s |
| 4                  | Claire Gordon        | Écosse     | 3 h 56 min 34 s |
| 5                  | Anna Lupton          | Angleterre | 3 h 57 min 53 s |
| 6                  | Helen Fines          | Angleterre | 3 h 58 min 33 s |
| 7                  | Helen Bonsor         | Écosse     | 4 h 1 min 32 s  |
| 8                  | Ivana Iozzia         | Italie     | 4 h 1 min 57 s  |
| 9                  | Yulia Smirnova       | Russie     | 4 h 4 min 29 s  |
| 10                 | Kateřina Matrasová   | Tchéquie   | 4 h 4 min 47 s  |

### Équipes
| Rang               | Pays                                                        | Points           |
| ------------------ | ----------------------------------------------------------- | ---------------- |
| Médaille d'or      | Italie Emanuele Manzi Tommaso Vaccina Massimiliano Zanaboni | 10 h 6 min 47 s  |
| Médaille d'argent  | Tchéquie Petr Pechek Tom Ondráček Jan Mrázek                | 10 h 15 min 12 s |
| Médaille de bronze | Pays de Galles Andrew Davies Tim Davies Richard Roberts     | 10 h 31 min 8 s  |

| Rang               | Pays                                                     | Points           |
| ------------------ | -------------------------------------------------------- | ---------------- |
| Médaille d'or      | Italie Antonella Confortola Ornella Ferrara Ivana Iozzia | 11 h 35 min 29 s |
| Médaille d'argent  | Écosse Claire Gordon Helen Bonsor Jasmin Paris           | 12 h 3 min 38 s  |
| Médaille de bronze | Angleterre Anna Lupton Helen Fines Holly Rush            | 12 h 7 min 1 s   |